# (2171) Kiev
(2171) Kiev es un asteroide perteneciente al cinturón de asteroides, descubierto el 28 de agosto de 1973 por Tamara Mijáilovna Smirnova desde el Observatorio Astrofísico de Crimea (República de Crimea).

## Designación y nombre
Designado provisionalmente como 1973 QD1. Fue nombrado Kiev en homenaje a la capital de Ucrania, Kiev.